# Anton Lahdenperä
Anton Lahdenperä, né le 19 mars 1985 à Gällivare, est un skieur alpin suédois. Il est spécialiste du slalom.

## Carrière
Il débute dans les compétitions de la FIS en 2000, dans la Coupe d'Europe en 2003 et dans la Coupe du monde en 2005. Il marque ses premiers points en Coupe du monde lors de la saison 2006-2007, avec une neuvième place au slalom de Beaver Creek, ce qui reste toujours sa meilleure performance. Il obtient dix podiums en Coupe d'Europe, terminant en tête du classement 2010 de slalom.
Il annonce la fin de sa carrière sportive en 2017.

## Palmarès

### Coupe du monde
- Meilleur classement général : 68e en 2014.
- Meilleur résultat : 9e.
- 1 podium par équipes.

#### Différents classements en Coupe du monde
| Année     | Classement général final | Classement en slalom |
| 2006-2007 | 81e                      | 27e                  |
| 2007-2008 | 89e                      | 32e                  |
| 2009-2010 | 84e                      | 29e                  |
| 2010-2011 | 111e                     | 42e                  |
| 2011-2012 | 138e                     | 52e                  |
| 2013-2014 | 68e                      | 24e                  |
| 2014-2015 | 79e                      | 24e                  |
| 2015-2016 | 85e                      | 28e                  |
| 2016-2017 | 110e                     | 40e                  |

### Coupe d'Europe
- Vainqueur du classement de slalom en 2010.
- 10 podiums.

### Championnats de Suède
- Champion du slalom géant en 2004.
- Champion du slalom en 2006.
- Champion du super combiné en 2007.